# کاروان اعتراضی کانادا
کاروان اعتراضی کانادا اعتراض دنباله‌داری است که توسط رانندگان کامیون در کانادا علیه الزامات واکسن کووید-۱۹ برای ورود مجدد به کشور از طریق زمین انجام می‌شود که توسط دولت کانادا در ۱۵ ژانویهٔ ۲۰۲۲ اعلام شد. کاروان کامیون‌ها که از مسیرهای متعددی تشکیل شده‌اند و تمام استان‌های کانادا را طی می‌کنند، در ۲۹ ژانویهٔ ۲۰۲۲ با تجمع در پارلمان هیل در اتاوا گرد هم آمدند. اعتراض تا ۳۰ و ۳۱ ژانویه ادامه داشته است. طبق گزارش رسانه‌های کانادایی، جاستین ترودو و خانواده‌اش در میان اعتراض کامیون‌داران به مکانی غیر از خانهٔ خود در پایتخت انتقال داده شدند.
جمع‌آوری کمک‌های مالی توسط تامارا لیچ، دبیر حزب ماوریک، از احزاب جدایی‌طلب غرب کانادا، سازماندهی شد. برخی از معترضان نیز مخالفت خود را با نخست‌وزیر جاستین ترودو اعلام کردند.
پیش از ۱۵ ژانویهٔ ۲۰۲۲، رانندگان کامیون و سایر کارگران شغل‌های ضروری از قرنطینهٔ دو هفته‌ای برای مسافران واکسینه نشده که از مرزهای کانادا عبور می‌کردند، معاف بودند. برخی از سیاستمداران و کامیون‌داران لغو این معافیت را به دلیل وجود پتانسیل تشدید اختلالات زنجیرهٔ تأمین که قبلاً در کانادا تجربه شده بود، مورد انتقاد قرار دادند. ایالات متحده همچنین برای افراد غیر آمریکایی ضرورت واکسن را از ۲۲ ژانویهٔ ۲۰۲۲آغاز کرد. اتحادیهٔ حمل و نقل کانادا تخمین می‌زند که ۸۵٪ از ۱۲۰۰۰۰ رانندهٔ کامیون کانادایی قبلاً در مقابل کووید ۱۹ واکسینه شده‌اند، و این دستورالعمل‌ها بر ۲۶۰۰۰ راننده از ۱۶۰۰۰۰ راننده در هر دو کشور که به‌طور منظم از مرز عبور می‌کنند تأثیر می‌گذارد.
کاروان اعتراضی توسط گروه‌های صنعتی حمل‌ونقل محکوم شده است، در حالی که کامیون‌داران حامی این اعتراض توسط جاستین ترودو، نخست‌وزیر کانادا، به‌عنوان «اقلیت حاشیه‌ای» با «دیدگاه‌های غیرقابل قبول» محکوم شده‌اند. این جنبش توسط چندین سیاستمدار محافظه‌کار حمایت می‌شود. اتاق بازرگانی کانادا از واکسیناسیون حمایت می‌کند، اما خواستار تمدید مهلت اجرای دستور واکسن شده است، در حالی که ائتلاف تولیدی کانادا حمایت خود را از لغو فوری این دستور اعلام کرده است.
اقدامات غیرقانونی معترضان با محکومیت گسترده مواجه شد و پلیس را واداشت تا تحقیقات جنایی را آغاز کند. مجسمهٔ قهرمان ملی تری فاکس، بنای یادبود جنگ ملی و مقبرهٔ سرباز گمنام در طول این تظاهرات هتک حرمت شد و بیانیه‌هایی از سوی لژیون سلطنتی کانادا، بنیاد تری فاکس، وزیر دفاع، آنیتا آناند و دیگران بیان شد.

## پیشینه و اهداف
این اعتراض خواستار پایان دادن به اجبار پاسپورت واکسن در کانادا در طول همه‌گیری کووید-۱۹ است بن دیشتر، سخنگوی کاروان آزادی در شبکهٔ فاکس نیوز گفت: «ما می‌خواهیم از شر واکسن و پاسپورت (واکسن) خلاص شویم. و آن پاسپورت واقعاً نگران‌کننده است.»
در ۱۹ نوامبر ۲۰۲۱، آژانس بهداشت عمومی کانادا تغییرات آتی در اقدامات مرزی کانادا را اعلام کرد. در تعدیل‌های اعلام‌شده، الزام ارائه‌دهندگان خدمات ضروری، از جمله رانندگان کامیون، برای واکسینه شدن کامل پس از ۱۵ ژانویهٔ ۲۰۲۲ گنجانده شده است. هنگامی که در مجلس عوام از وی خواسته شد تا داده‌هایی را که کامیون‌داران را به عفونت‌های کووید ۱۹ در کانادا مرتبط می‌کند، تولید کند، نه وزیر بهداشت جین وس داکلوس و نه ترزا تام، رئیس بهداشت عمومی، نتوانستند این کار را انجام دهند. همچنین، تعدیل‌های اعلام‌شده تصریح می‌کند که رانندگان کامیون خارجی واکسینه‌نشده یا نیمه‌واکسینه‌شده از ورود به کانادا پس از آن تاریخ منع خواهند شد. وزارت امنیت داخلی ایالات متحده (DHS) قبلاً در ۲۹ اکتبر ۲۰۲۱ اعلام کرد که برای ورود به ایالات متحده از ژانویهٔ ۲۰۲۲، مدرک واکسیناسیون مورد نیاز است. در ۲۲ ژانویهٔ ۲۰۲۲، مانند کانادا، DHS اثبات الزامات واکسیناسیون را برای همهٔ افراد غیر آمریکایی که از طریق زمینی و کشتی وارد کشور می‌شوند، اجرا کرد.
یکی از گروه‌های مرتبط با این اعتراض، اتحاد کانادا، در ۲۵ ژانویهٔ ۲۰۲۲ یادداشتی را منتشر کرد که در آن از تمام سطوح دولت خواست تمام دستورالعمل‌های واکسن را متوقف کنند، همهٔ کارمندانی را که به دلیل وضعیت واکسیناسیون خاتمه داده‌اند به کار گرفته شوند و همه جریمه‌های اعمال‌شده برای عدم رعایت قوانین و دستورهای بهداشتی عمومی لغو شوند.
با رسیدن کاروان به انتاریو، شروع به گسترش از اهداف اولیه خود کرد. تعدادی از معترضان مخالفت خود را با اقتدارگرایی و فساد تصور شده توسط جاستین ترودو اعلام کردند و اظهار داشتند که او را «برکنار شده از سمت خود» می‌خواهند، در حالی که برخی دیگر گفتند: «این یک جنبش ضد واکسیناسیون نیست، این یک جنبش آزادی است». جیسون لا فیس، سازمان‌دهندهٔ این کاروان در انتاریو یونیتی کانادا، اعلام کرده است که هدف از اعتراض، انحلال دولت است. آن‌ها قصد دارند این یادداشت را به فرماندار کل مری سیمون و سنا ارائه کنند. اعضای اولین ملل نیز در میان معترضان دیده می‌شدند که پرچم‌های «هر کودک مهم است» را حمل می‌کردند، که برای ابراز خشم از پنهان کردن مرگ‌ها در مدارس مسکونی استفاده می‌شد.

## جدول زمانی اعتراض

### حرکات کاروان
اولین کاروان پرنس روپرت را در ۲۲ ژانویه ترک کرد و در عصر به پرنس جُرج رسید. روز بعد، کاروان دیگری از دلتا با هوادارانی که در امتداد بزرگراه ۱،بزرگراه ترانس کانادا جمع شده بودند، حرکت کردند.
در ۲۴ ژانویه، کاروانی از رجاینا، ساسکاچوان عبور کرد و مورد استقبال هواداران قرار گرفت. به گفتهٔ پلیس در رجاینا، حدود ۱۲۰۰ وسیلهٔ نقلیه به شهر رسیدند. در ۲۵ ژانویه، کاروان دیگری از کنورا، انتاریو عبور کرد، جایی که پلیس استان انتاریو (OPP) در تماس با کاروان اعلام کرد که ۲۰۰–۳۰۰ وسیلهٔ نقلیه از کنورا عبور خواهند کرد. کاروان‌ها از سه مسیر اصلی در سراسر کانادا تشکیل شده‌اند که برای اعتراض اتاوا در آخر هفته به هم می‌رسند. سرویس پلیس اتاوا حدود ۲۰۰۰تظاهرکننده در شهر را در آخر هفته تخمین زد.
از ۲۶ژانویه،OPP تخمین زد که تقریباً ۴۰۰وسیله نقلیه از مرز مانیتوبا به عنوان بخشی از کاروان به شرق وارد انتاریو شده بودند. پلیس کینگستون تقریباً ۳۰۰وسیله نقلیه (۱۷تراکتور تریلر کامل، ۱۰۴تراکتور بدون تریلر، ۴۲۴وسیله نقلیه مسافربری و شش RV) را برای عبور از کینگستون تخمین زد.
در ۲۷ ژانویه، آب و هوای زمستانی بخشی از بزرگراه ۱۷ (مسیر اصلی ترانس کانادا) در شمال انتاریو را بست، و باعث شد کاروان به سمت شرق تقسیم شود. برخی از کامیون‌داران به سمت Sault Ste ادامه دادند. ماری، در حالی که دیگران به بزرگراه ۱۱ (شاخهٔ شمالی TCH) تغییر مسیر دادند و به سمت کاکرن رانندگی کردند.
کامیون‌داران از استان‌های دریایی قصد داشتند پیش از عزیمت به اتاوا در مونکتون ملاقات کنند. در صبح روز ۲۷ ژانویه، هواداران در انفیلد، نوا اسکوشیا، جایی که ۱۰ تا ۱۵ کامیون به سمت مرز نیوبرانزویک حرکت کردند، آتش‌بازی به راه افتادند. پلیس سواره‌نظام سلطنتی کانادا در PEI گزارش داد که تقریباً ۷۰ کامیون و وسایل نقلیهٔ حامیان از پل کنفدراسیون به نیوبرانزویک عبور کردند، اما بیشتر آن‌ها بلافاصله برگشتند و به جزیره بازگشتند. بنا بر گزارش‌ها، حدود ۲۴ کامیون بعدازظهر از فردریکتون عبور کردند و عازم اتاوا بودند. در ۲۷ ژانویه، یک گروه کاروان از کلان‌شهر تورنتو عبور کرد. صدها نفر از معترضان در حمایت از کاروان در پل‌های روگذر بزرگراه تجمع کردند.
در ۲۷ ژانویه، پاتریک مک‌دانل، گروهبان در مجلس عوام، نامه‌ای دربارهٔ تلاش‌های احتمالی دزدی برای کشف آدرس اعضای پارلمان در منطقهٔ پایتخت ارسال کرد. در ادامهٔ این نامه به نمایندگان مجلس هشدار داده شد که در هیچ تظاهراتی شرکت نکنند، «به جایی امن بروند» و همه درها را قفل نگه دارند. OPP در توییتی نوشت: «OPP به رانندگان توصیه می‌کند از سفر با Hwy 417 (TCH در شرق انتاریو) و Hwy 416 در منطقه اتاوا، از بعد از ظهر جمعه و شنبه خودداری کنند.
در ۲۸ ژانویه، کاروانی در حال عبور از کبک دیده شد. انتظار می‌رود حدود ۶۰۰ خودروی کاروان شب را در آرنپریور بمانند و صبح روز بعد به سمت پارلمان هیل حرکت کنند. معترضان از چت زلو برای برقراری ارتباط استفاده می‌کنند.

### پاسخ استانی
در ۲۸ ژانویه، استان نوا اسکوشیا تجمعات در امتداد بزرگراه‌ها، به ویژه در ترانس کانادا (بزرگراه ۱۰۴) بین مرز نوا اسکوشیا و نیوبرانزویک را در رابطه با اعتراضات مربوط به کاروان آزادی ممنوع کرد.

### اتاوا

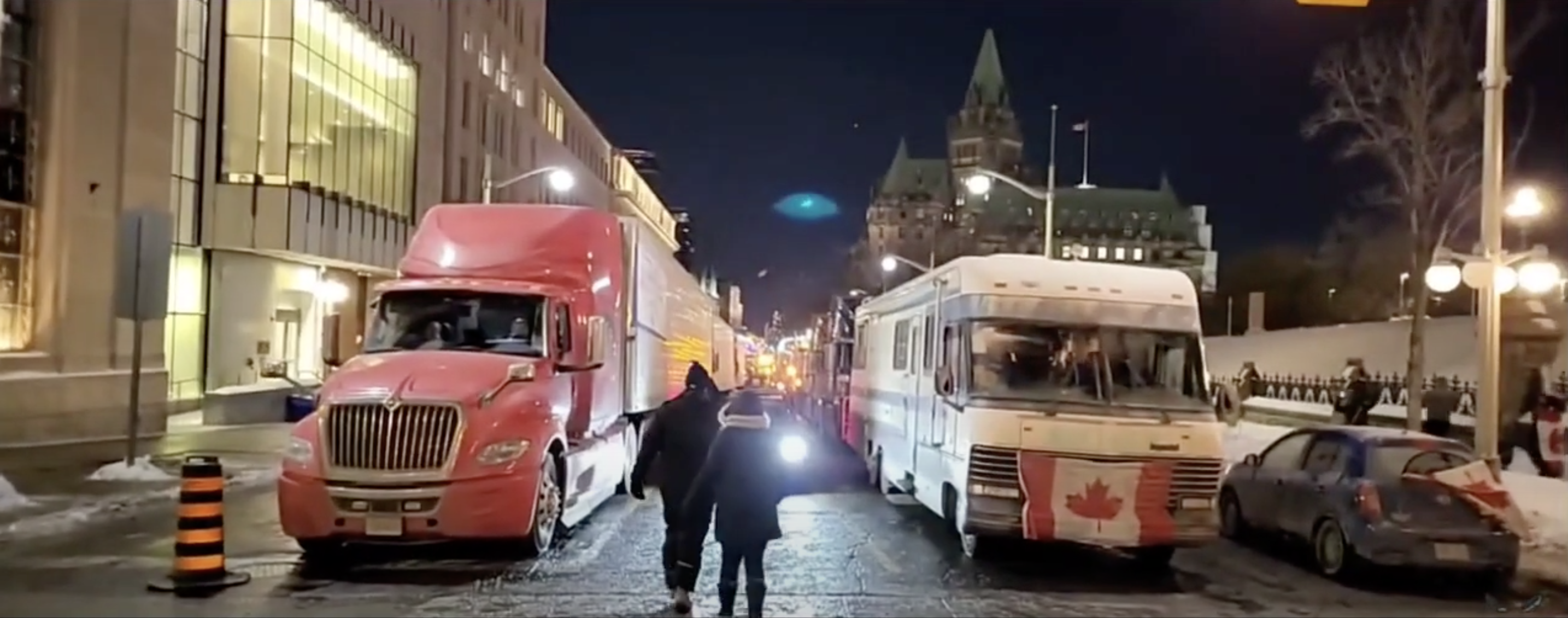
وسایل نقلیه در خیابان ولینگتون در ۲۸ ژانویه صف کشیده بودند

در ۲۸ ژانویه، هنگامی که اولین کامیون‌ها وارد شهر شدند، سرویس پلیس اتاوا فاش کرد که نیروهای کمکی از RCMP و سرویس اطلاعات امنیتی کانادا را فراخوانده است و در حال شناسایی تهدیدات در کاروان است. رئیس پلیس پیتر اسلولی به مردم توصیه کرد در طول اعتراضات آخر هفته از مرکز شهر اتاوا اجتناب کنند و افزود که «ما آماده هستیم تا در صورت لزوم تحقیق کنیم، دستگیر کنیم، هرکسی را که در تظاهرات یا در ارتباط با تظاهرات خشونت‌آمیز عمل می‌کند یا قانون را نقض می‌کند متهم و تحت پیگرد قانونی قرار دهیم.».
در ۲۹ ژانویه، اولین روز اعتراض در پارلمان هیل، نخست‌وزیر جاستین ترودو به دلیل نگرانی‌های امنیتی به مکان نامعلومی منتقل شد.

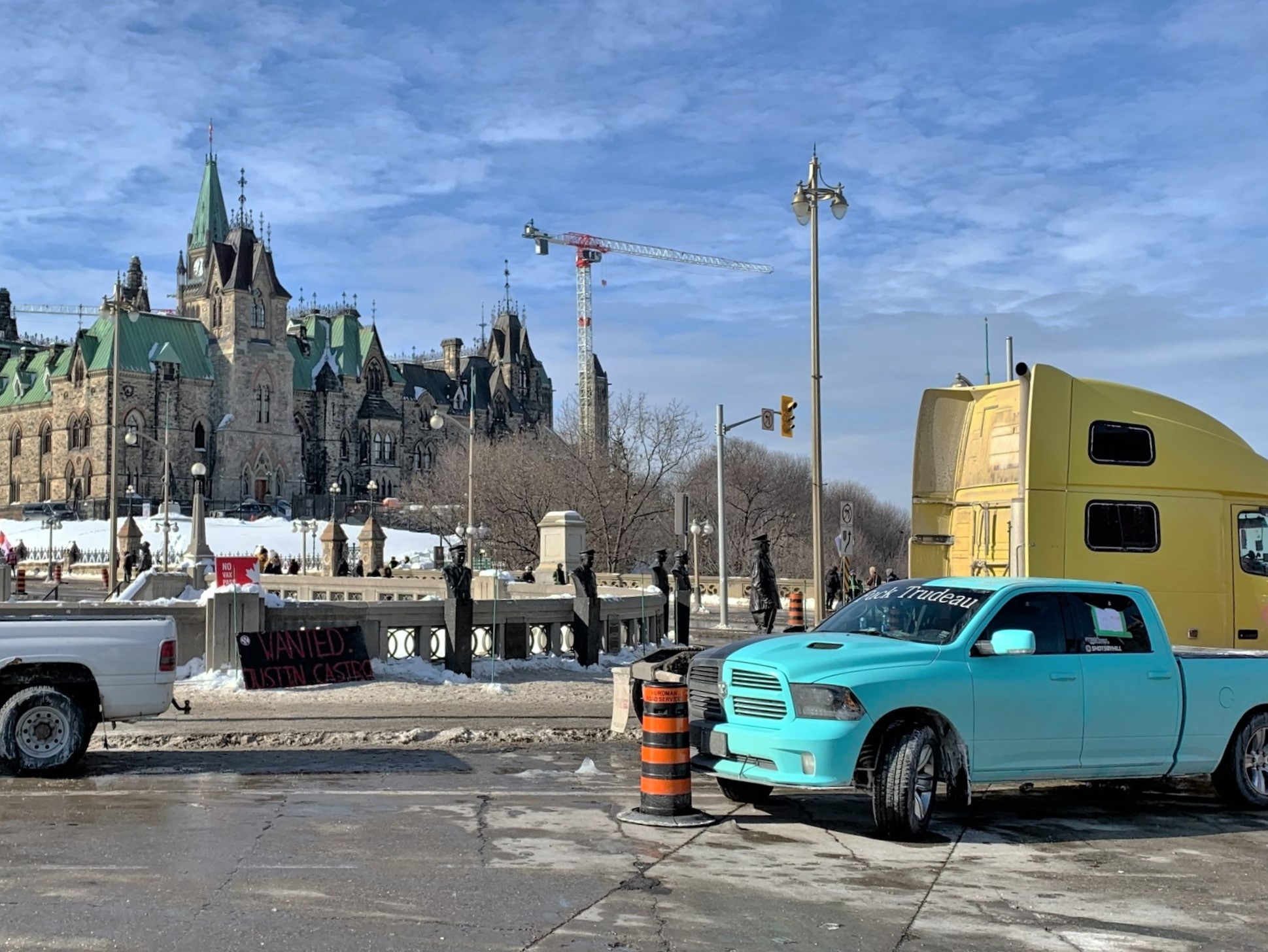
خودروهای معترض در ۳۱ ژانویه در حاشیهٔ یادبود جنگ ملی صف کشیده بودند

تصاویر مختلف از اعمال خاص در طول روز مورد محکومیت گسترده قرار گرفت. معترضان در حال نوشیدن و رقصیدن بر روی مقبرهٔ سرباز گمنام در بنای یادبود جنگ ملی دیده شدند. رئیس ستاد دفاع ژنرال وین ایری آن را هتک حرمت توصیف کرد و لژیون سلطنتی کانادا این اقدامات را محکوم کرد. مجسمه‌ای از تری فاکس، جمع‌آوری کننده کمک‌های مالی برای سرطان، با پرچم وارونه کانادا و یک علامت اعتراض تزئین شد. بنیاد تری فاکس اظهار داشت که فاکس «به علم اعتقاد داشت و جان خود را برای کمک به دیگران داد». تصاویری از یک پرچم کانادا که با یک صلیب شکسته مشخص شده بود،و همچنین دو پرچم کنفدراسیون مشاهده شد. مردی با پرچم کنفدراسیون بعداً توسط معترضان دیگر بیرون رانده شد و آن‌ها گفتند: «حالا او می‌رود. حالا او رفته‌استی. ی صداش زدیم بیرون او می‌داند. او اکنون سرش را شرمنده نگه می‌دارد.» برخی از معترضان داوطلبانی را در یک نوانخانهٔ محلی که خواستار غذای رایگان برای جمعیت بی‌خانمان اتاوا بودند، مورد آزار و اذیت قرار دادند. به گفته سوپ‌پزخانه، «یکی از اعضای جامعه پناهگاه ما توسط معترضان مورد حمله قرار گرفت. یک نگهبان به کمک او رفت و او را تهدید کردند و توهین نژادی خواندند.»
آشپزخانه همچنین گفت که وسایل نقلیهٔ معترضان منطقهٔ تخلیهٔ آمبولانس آشپزخانه را برای حدود ۱۲ ساعت قبل از یدک‌کشی مسدود کردند.
در ۲۹ ژانویه، فضا شبیه مهمانی بود و در میان معترضان والدین با بچه‌ها، گروه دوستان و افراد مسن حضور داشتند. پرچم‌ها را تکان می‌دادند، موسیقی می‌نواختند و بوق می‌زدند. پلیس اتاوا از کاهش تنش در چندین «وضعیت پرخطر» خبر داد که هیچ دستگیری نداشت.

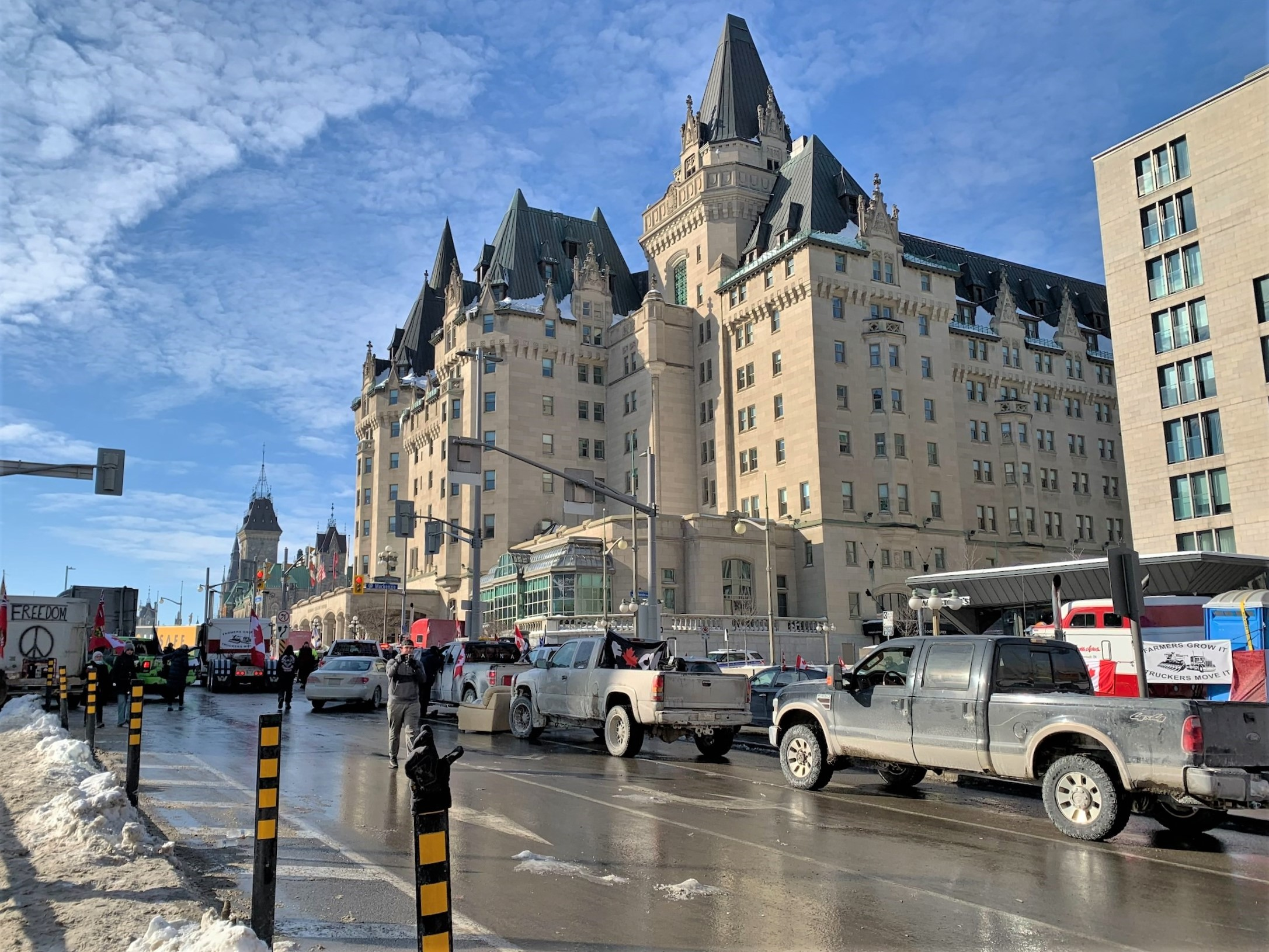
خیابان ریدو در اتاوا در ۳۱ ژانویه

در ۳۰ ژانویه، پلیس اتاوا تحقیقات جنایی را در مورد هتک حرمت به یادبود ملی جنگ و مجسمهٔ تری فاکس آغاز کرد. آن‌ها همچنین «رفتار تهدیدآمیز/غیرقانونی/ارعاب‌آمیز» نسبت به افسران پلیس، کارگران و سایر شهروندان خصوصی را بررسی خواهند کرد. همچنین در ۳۰ ژانویه، اسلولی گفت که «فکر می‌کنم تنها چیزی که می‌توانیم با اطمینان بگوییم این است که هنوز با سطحی از اختلال در ترافیک و تظاهرات در ۲۴ ساعت آینده روبرو خواهیم بود.»
یک کشیش از ایلما، انتاریو، که به دلیل بازگشایی‌های مکرر کلیسا در طول محدودیت‌های همه‌گیر شناخته می‌شود، خطبه‌ای را در خارج از دفتر نخست‌وزیر برگزار کرد و پیشنهاد کرد که اگر او به «توجه‌ها» توجه نکند، جمعیت «بیایند و در [ترودو] را بزنند». کلام خدا". یک کنفرانس مطبوعاتی در مکانی نامعلوم برگزار شد که فقط برای رسانه‌های راستگرای دعوت‌شده باز بود.
مجلس عوام در ۳۱ ژانویه، پس از تعطیلات، نشست خود را از سر می‌گیرد.
در ۳۱ ژانویه، امدادگران اتاوا اعلام کردند که معترضان در طول آخر هفته به سمت آمبولانس سنگ پرتاب کردند و امدادگران را توهین نژادی نامیدند. امدادگران ۱۹ نفر را در طول تعطیلات آخر هفته تحت درمان قرار دادند که بیشتر به دلیل مسمومیت ناشی از الکل بود.

## جذب سرمایه
بیش از ۷٫۵ میلیون دلار کانادا از ۲۸ ژانویه، از هدف ۷ میلیون دلار کانادا، بیشتر از طریق «کمک‌های مالی ۵۰ یا ۱۰۰ دلاری» جمع‌آوری شده است. برخی از اهداکنندگان ناشناس و برخی از خارج از کانادا بودند. Jodhveer سینگ داهالی وال، حزب دموکرات جدید رهبر جاگمیت سینگ برادر در قانون، یکی از بزرگ‌ترین اهدا کنندگان به مبارزات انتخاباتی بود. او ادعا کرد که نمی‌دانست این پول برای چه چیزی مصرف می‌شود، و ادعا می‌کند که به دنبال بازپرداخت پول بوده است.
جمع‌آوری سرمایه در ۱۴ ژانویهٔ ۲۰۲۲ از طریق پلتفرم جمع‌آوری سرمایه GoFundMe آغاز شد. کاروان آزادی ما 2022GoFundMe به سرعت بیش از ۵ میلیون دلار کانادا تا ۲۵ ژانویهٔ ۲۰۲۲ جمع‌آوری کرد. در ۲۴ ژانویهٔ ۲۰۲۲، GoFundMe به سؤالات CTV News پاسخ داد مبنی بر این‌که بودجهٔ جمع‌آوری‌شده تا زمانی که سازمان‌دهندگان جمع‌آوری کمک نتوانند نحوهٔ توزیع صحیح وجوه را نشان دهند، توزیع نمی‌شود. در ۲۷ ژانویه، GoFundMe پس از ارائهٔ برنامهٔ توزیع توسط سازمان‌دهندگان، ۱ میلیون دلار CA اولیهٔ وجوه را منتشر کرد.
سازمان‌دهندگان این جمع‌آوری کمک مالی شامل بی‌جی دیچتر، کاندیدای محافظه‌کار فدرال در سال ۲۰۱۵ است که اکنون با حزب مردم کانادا مرتبط است.

## اطلاعات غلط
در یک پست فیس‌بوک در ۲۶ ژانویه، برخی از سازمان‌دهندگان تخمین زدند که ۵۰۰۰۰ کامیون در کاروان‌ها شرکت خواهند کرد، بیانیه‌ای که در تورنتو سان و فاکس نیوز تکرار شد. در وبلاگ خود، مفسر فاکس نیوز، شان هنتی گزارش داد که کاروان از ۱۰۰۰۰ کامیون سنگین تشکیل شده بود، و سردبیر تورنتو سان، جو وارمینگتون گزارش داد که این رویداد ممکن است رکورد جهانی گینس را برای بزرگ‌ترین کاروان کامیون در تاریخ ثبت کند. رکورد. اسنوپس این ادعاها را «اغراق‌آمیز فاحش» توصیف کرد و گفت که تعداد کل «احتمالاً صدها» است و اشاره کرد که این کاروان شامل بسیاری از خودروها و وسایل نقلیه کوچکتر است. خبرگزاری فرانسه نیز این ادعاها را نادرست بررسی کرد: رکورد فعلی ۴۸۰ کامیون است که در قاهره، مصر در نوامبر ۲۰۲۰ به ثبت رسید و کاروان آزادی درخواستی برای تلاش برای ثبت رکورد جدید ارائه نکرد.
در ۲۹ ژانویهٔ ۲۰۲۲، اتحادیه حمل و نقل کانادایی اظهار داشت که بسیاری از حامیان اعتراض در اتاوا هیچ ارتباط مستقیمی با صنعت حمل و نقل ندارند.

## ارتباط ادعایی با گروه‌های افراطی
پیش از ورود برنامه‌ریزی شده به اتاوا، در ۲۵ ژانویه به‌طور ناشناس گزارش شد که گروه‌های ادعایی راست افراطی و برترپندار نژاد سفید امیدوار به خشونت در پارلمان هیل و جبران نارضایتی‌های مشابه حمله به کنگره ایالات متحده در سال ۲۰۲۱ هستند. این امر باعث شده است تامارا لیچ، سازمان‌دهنده، اعضای کاروان را خطاب قرار دهد و خشونت‌های سیاسی را محکوم کند و بگوید که معترضان باید «تظاهرات مسالمت‌آمیز» برگزار کنند. سازمان‌دهندگان و رهبران کاروان گروه‌های افراطی را محکوم کردند و از شرکت‌کنندگان خواستند که قانون‌شکنان را به پلیس گزارش دهند. آن‌ها همچنین اظهار داشتند که هر افراطی پیدا شود از کاروان «حذف خواهد شد». با وجود این، برخی از معترضان در حال به اهتزاز درآوردن پرچم‌های کنفدراسیون یا نازی‌ها در این تجمع عکس گرفتند. یک مرد که پرچم کنفدراسیون را حمل می‌کرد توسط معترضان دیگر مورد سرزنش قرار گرفت و مجبور به ترک شد و آن‌ها گفتند: «حالا او می‌رود. حالا او رفته است. او را انداختیم بیرون. او می‌داند. او اکنون سرش را با شرم نگه می‌دارد.» در ۲۸ ژانویه، جاستین ترودو، نخست‌وزیر، ابراز نگرانی کرد که گروه کوچکی از معترضان قرار است در آخر هفته تهدیدی را ایجاد کنند.

### پیوند با گروه‌های راست افراطی و جدایی‌طلب
- یکی از سازمان‌دهندگان اصلی کاروان، جیمز بادر، قبلاً حمایت خود را از کیوانان اعلام کرده بود، نظریه‌های توطئه در مورد دنیاگیری کووید-۱۹ و اتهامات تقلب در انتخابات ریاست جمهوری ۲۰۲۰ ایالات متحده آمریکا را تأیید کرد و خواستار دستگیری نخست‌وزیر جاستین ترودو به اتهام «خیانت» شد.[۸۵]
- صفحهٔ فیس‌بوک این کاروان محتوایی را از بنیانگذار ویکسیت و سازمان‌دهندهٔ جلیقه زردهای کانادا، پاتریک کینگ، که قبلاً میزبان تظاهرات ضد نژادپرستی، انتشار اطلاعات نادرست درباره دنیاگیری کووید-۱۹ و گسترش نظریهٔ توطئهٔ جایگزینی بزرگ بوده است، به اشتراک گذاشته است.[۸۶][۸۷][۸۸]
- حزب ماوریک - تامارا لیچ، جمع‌آوری کننده کمک مالی تظاهرات، دبیر حزب ماوریک است، یک گروه جدایی‌طلب غربی که قبلاً به نام ویکسیت کانادا شناخته می‌شد.[۸۹] لیچ قبلاً هماهنگ‌کنندهٔ منطقه‌ای Wexit در جنوب شرقی آلبرتا و عضو هیئت‌مدیرهٔ Wexit آلبرتا بود.[۹۰] حزب ماوریک دست داشتن در جمع‌آوری کمک‌های مالی برای کاروان را رد کرده و در ۲۴ ژانویه بیانیه‌ای صادر کرد و گفت که این حزب در اعتراضات دخالتی ندارد.[۹۱]
- اقدام ۴ کانادا - مرتبط با گروه وحدت کانادا درون کاروان آزادی - گروه توطئهٔ اسلام‌هراسی و ضد دگرباشان جنسی با صفحات وب در مورد خطرات اسلام سیاسی، پیامدهای سلامتی فناوری 5G و گزارش کمتر از واکنش‌های نامطلوب واکسن.[۸۶] توسط تانیا گاو که فعالانه از اعتراضات جلیقه زردها در سال ۲۰۱۹ حمایت کرد، تأسیس شد.[۹۲]
- دیگر هیچ قفلی وجود ندارد - جیسون لا فیس، سازمان‌دهندهٔ انتاریو یونیتی کانادا برای کاروان آزادی، همچنین سازمان‌دهندهٔ اصلی No More Lockdowns Canada است - یک سازمان ضد قرنطینه و اجباری ضد واکسن که عمدتاً با MPP اخراج شده انتاریو رندی هیلیر مرتبط است و تجمعات ضد قرنطینه برگزار می‌کند. در سراسر انتاریو[۲۶][۹۳]
- حزب مردم کانادا - بنجامین دیچتر که به عنوان سازمان‌دهنده در صفحه GoFundMe کاروان آزادی فهرست شده است و سازمان‌دهنده کاروان آزادی است، سخنران افتتاحیه کنگره ملی PPC در سال ۲۰۱۹بود که در آن ادعا کرد اسلام سیاسی در حزب محافظه‌کار نفوذ کرده است. «مثل سیفلیس در جامعه ما پوسیده می‌شود».[۹۴]

## اظهارات و واکنش‌ها

### سیاستمداران کانادایی

#### مخالفت
جاستین ترودو، نخست‌وزیر کانادا، نگرانی‌های مربوط به اختلال در زنجیرهٔ تأمین را بی‌اساس دانست و به این دلیل که بیشتر کامیون‌داران کانادایی واکسینه شده‌اند، رد کرد. در ۳۱ ژانویه، ترودو تظاهرات را «توهین به حقیقت» خواند، گفت که «ما از کسانی که با کارگران مشاغل کوچک بدرفتاری می‌کنند و از بی‌خانمان‌ها غذا می‌دزدند علاقه‌ای نداریم» و «ما تسلیم نمی‌شویم.» کسانی که پرچم‌های نژادپرستانه را به اهتزاز درمی‌آورند. ما به کسانی که دست به خرابکاری می‌زنند یا یاد جانبازان ما را بی‌احترامی می‌کنند، تسلیم نمی‌شویم.»
عمر الغبرا، وزیر حمل و نقل، اظهار داشت که کامیون‌داران زمان کافی برای واکسینه شدن داشته‌اند و همچنین نسبت به «تعداد اندک مخالفان راست افراطی و پر سر و صدا که بحث‌های پیرامون دستورها واکسن را آلوده می‌کنند» ابراز نگرانی کرد. دیگر سیاستمداران کانادایی - از جمله جگمیت سینگ، رهبر حزب دموکرات جدید و کاترین مک‌کنی، عضو شورای شهر اتاوا - اعتراضات را افراطی توصیف کردند. براد وست، شهردار پورت کوکیتلام، تخریب مجسمهٔ فاکس در جریان اعتراضات را محکوم کرد.
ارین اوتول، رهبر اپوزیسیون رسمی به عنوان رهبر حزب محافظه‌کار، در ابتدا از حمایت از اعتراض خودداری کرد و در عوض گفت که بهترین راه برای حفظ زنجیرهٔ تأمین این است که کامیون‌داران واکسینه شوند. اوتول بعداً گفت که با معترضان ملاقات خواهد کرد، اما در تظاهرات آن‌ها در اتاوا شرکت نخواهد کرد. اوتول، کهنه سرباز نیروهای مسلح کانادا، بعداً معترضان را به دلیل «هتک حرمت» بناهای یادبود جنگ در پارلمان هیل محکوم کرد.

#### حمایت کردن
نمایندگان محافظه‌کار پیر پالیو، Candice Bergen, اندرو شیر،Garnett Genuis,Martin Shields,Warren Steinley و Jeremy Patzer همگی حمایت خود را از حرکت کاروان و کامیون‌داران دیمین کورک و مایکل کوپر در این تجمع شرکت کردند و غذا سرو کردند.
حزب مردم کانادا در ۲۳ ژانویه تظاهراتی را در واترلو در حمایت از اعتراضات کاروان سازماندهی کرد. رهبر ماکسیم برنیه و رندی هیلیر MPP مستقل انتاریو در این مراسم سخنرانی کردند. برنیر همچنین در مراسم ۲۹ ژانویه در پارلمان هیل شرکت کرد و از ارین اوتول به خاطر عدم حضورش انتقاد کرد.
در ۲۹ ژانویه، اسکات مو، نخست‌وزیر ساسکاچوان، نامه‌ای در حمایت از اعتراض صادر کرد. با وجود تشویق مکرر واکسیناسیون، مو اظهار داشت که از دستور فرامرزی واکسن حمایت نمی‌کند زیرا واکسیناسیون از ابتلا یا انتقال کووید ۱۹ جلوگیری نمی‌کند (بیانیه‌ای که متعاقباً توسط چندین پزشک استانی مورد مناقشه قرار گرفت) و متعهد شد که او را لغو خواهد کرد. به همین دلیل اثبات الزامات واکسیناسیون در ساسکاچوان «در آینده ای نه چندان دور».

### سیاستمداران بین‌المللی
سیاستمداران مختلف محافظه‌کار آمریکایی از کاروان آزادی حمایت کردند، از جمله نمایندگان ایالات متحده، جیم بنکس و کوین مک‌کارتی،رئیس کارکنان سابق کاخ سفید، مارک میدوز، رئیس‌جمهور سابق ایالات متحده دونالد ترامپ، و دونالد ترامپ جونیور

### سازمان‌ها
اتحادیهٔ کامیون‌داران کانادا (CTA)، یک انجمن صنفی کامیون‌داران، بیانیه‌ای صادر کرد و از دستورها واکسیناسیون حمایت کرد و هرگونه اعتراض در جاده‌های عمومی، بزرگراه‌ها و پل‌ها را محکوم کرد، اما به اعضای خود اجازه داد یک اعتراض قانونی و سازمان‌یافته در پارلمان هیل برگزار کنند. در بیانیه‌ای جداگانه، CTA هشدار داد که معترضان زیادی وجود دارند که ارتباطی با صنعت حمل و نقل ندارند و از اعضای خود که در اعتراضات شرکت داشتند درخواست کرد صلح‌آمیز بمانند.
شورای کامیون‌های موتور شخصی کانادا با اشاره به مقایسه آن با نازی‌ها و کمونیسم، نسبت به «اظهارات نژادپرستانه» کاروان ابراز نگرانی کرد. انجمن حمل و نقل استان‌های آتلانتیک و انجمن حمل و نقل بریتیش کلمبیا هر دو از این اعتراض انتقاد کردند.
بنیاد تری فاکس نیز تخریب مجسمهٔ فاکس را با تابلوهای ضدفرمان محکوم کرد.
لژیون سلطنتی کانادا معترضانی را که روی مقبرهٔ سرباز گمنام می‌رقصند، «تکان‌دهنده» خواند و اقدامات آن‌ها را «به‌شدت محکوم کرد».
مرکز مطالعات هولوکاست سیمون ویزنتال استفاده از نمادهای نازی توسط برخی از معترضان را محکوم کرد.

### دیگران
وین ایر رئیس ستاد دفاع کانادا گفت که او بود،"بیمار به دیدن معترضان در رقص آرامگاه سرباز گمنام و بی حرمت یادبود جنگ ملی "، پس از ویدیو از چنین رویدادهایی ظاهر آنلاین ژانویه 29.
بری پرنتیس، استاد اقتصاد حمل و نقل در دانشگاه مانیتوبا، اظهار داشت که با کامیون‌داران باید به گونه‌ای متفاوت از خدمهٔ پرواز یا کارمندان قطار مسافری رفتار شود و جنبه‌های مثبت دستورهای واکسیناسیون باید در برابر اختلالاتی که در صنعت حمل و نقل ایجاد می‌کنند، ارزیابی شود. ایلان ماسک در توییتی نوشت: «کامیون‌داران کانادایی حکومت می‌کنند» و آن را با این جمله دنبال کرد: «اگر به اندازهٔ کافی مردم را بترسانید، خواستار حذف آزادی خواهند شد. این راه استبداد است.» راسل برند، کمدین انگلیسی، ویدئویی منتشر کرد که در آن رسانه‌ها را به دلیل نادیده گرفتن گزارش‌های اعتراضی محکوم کرد. برند همچنین در این ویدئو گفت: «کامیون‌هایی که قبلاً در زمان تحویل کالاهای حیاتی و کار در دوران قرنطینه به عنوان قهرمان در نظر گرفته می‌شدند، اکنون شرور هستند زیرا به دستورهای واکسن اعتراض می‌کنند.» کریستا هاینز، دختر داگ فورد، نخست‌وزیر انتاریو و مبارز فعال ضد قرنطینه و ضد واکسن، در یک گردهمایی در حمایت از کامیون‌داران که به سمت اتاوا می‌رفتند، شرکت کرد.